# Хассалл, Гарольд
Гарольд Хассалл (англ. Harold Hassall; 4 марта 1929 Болтон, Англия — 30 января 2015, там же) — английский футболист, нападающий.

## Карьера игрока
За свою карьеру выступал за клубы «Хаддерсфилд Таун» и «Болтон». В начале пятидесятых форвард вызывался в сборную Англии. Всего за национальную команду Хассалл провел пять матчей, в которых он забил четыре гола. Завершил свою карьеру из-за травмы колена в 1955 году.

## Карьера тренера
В 1968 и в 1970 годах Гарольд Хассал руководил сборной Малайзии. С февраля 1971 года работал скаутом клуба «Престон Норт Энд». Читал лекции в колледже Падгейт (Уоррингтон).
Скончался 30 января 2015 года на 86-м году жизни.